# Озонид калия
Озони́д ка́лия — соединение щелочного металла калия и озона с химической формулой KO3. Красные кристаллы.

## Получение
- Взаимодействие надпероксида калия с озоном во фреоне CCl2F2:

{\displaystyle {\mathsf {KO_{2}+O_{3}\ {\xrightarrow {0^{o}C}}\ KO_{3}+O_{2}\!\uparrow }}}
- Пропуская озон через гидроксид калия:

{\displaystyle {\mathsf {4KOH+4O_{3}\ {\xrightarrow {t<20^{o}C}}\ 4KO_{3}+O_{2}\!\uparrow +2H_{2}O}}}

## Физические свойства
Озонид калия представляет собой красные кристаллы, устойчивые в герметической посуде при температуре ниже 0°С.
Имеет ионное строение (K+)(O3-).
Хорошо растворяется в жидком аммиаке, частично реагируя с ним.
Кристаллы озонида калия принадлежат к тетрагональной сингонии, пространственная группа I 4/mcm, параметры ячейки a = 0,8597 нм, c = 0,7080 нм.

## Химические свойства
- При нормальных условиях озонид калия разлагается:

{\displaystyle {\mathsf {2KO_{3}\ \xrightarrow {20-60^{o}C} \ 2KO_{2}+O_{2}\!\uparrow }}}
- Энергично взаимодействует с водой:

{\displaystyle {\mathsf {4KO_{3}+2H_{2}O\rightarrow 4KOH+5O_{2}\!\uparrow }}}
- Поглощает из воздуха влагу и углекислый газ, переходя в смесь карбоната и гидрокарбоната калия:

{\displaystyle {\mathsf {4KO_{3}+H_{2}O+3CO_{2}\rightarrow K_{2}CO_{3}+2KHCO_{3}+5O_{2}\uparrow }}}
- Реакция с кислотой зависит от температуры:

{\displaystyle {\mathsf {4KO_{3}+4HCl\ {\xrightarrow {0^{o}C}}\ 4KCl+5O_{2}\!\uparrow +2H_{2}O}}}
{\displaystyle {\mathsf {2KO_{3}+4HCl\ \xrightarrow {^{o}t} \ 2KCl+Cl_{2}\!\uparrow +2O_{2}\!\uparrow +2H_{2}O}}}
- Медленно взаимодействует с жидким аммиаком:

{\displaystyle {\mathsf {2KO_{3}+2NH_{3}\ {\xrightarrow {-50^{o}C}}\ NH_{4}O_{3}+KNH_{2}}}}
- При спекании с серой образует смесь сульфата и дисульфата калия[1]:

{\displaystyle {\mathsf {6KO_{3}+5S\ \xrightarrow {50^{o}C} \ K_{2}SO_{4}+2K_{2}S_{2}O_{7}}}}